# 블러드 페스트
《블러드 페스트》(영어: Blood Fest)는 2018년에 개봉한 미국의 영화이다.

## 캐스팅
주연
- 제커리 레비
- 테이트 도노반 : 콘웨이 박사 역
- 세이첼 가브리엘 : 샘 역

조연
- 제이콥 배덜런 : 크릴 역
- 로비 케이 : 댁스 역
- 바바라 던켈만